# 阿塞拜疆—土耳其关系
阿塞拜疆-土耳其关系指阿塞拜疆共和国和土耳其共和国两国之间的关系，由于同属突厥语民族，文化语言相似，两国关系极为密切，被形容为“两个国家，一个民族”（bir millət, iki dövlət）。

## 历史沿革
1918年阿塞拜疆民主共和国成立，奥斯曼土耳其率先予以外交承认，后阿塞拜疆并入苏联，双方继续保持有限的交流。1991年，阿塞拜疆脱离苏联独立后，与土耳其迅速建交，土耳其是第一个与阿塞拜疆建交的国家。在1990年代初期的纳卡战争中，土耳其被普遍认为是阿塞拜疆在冲突中的主要支持者。

## 旅行与簽證

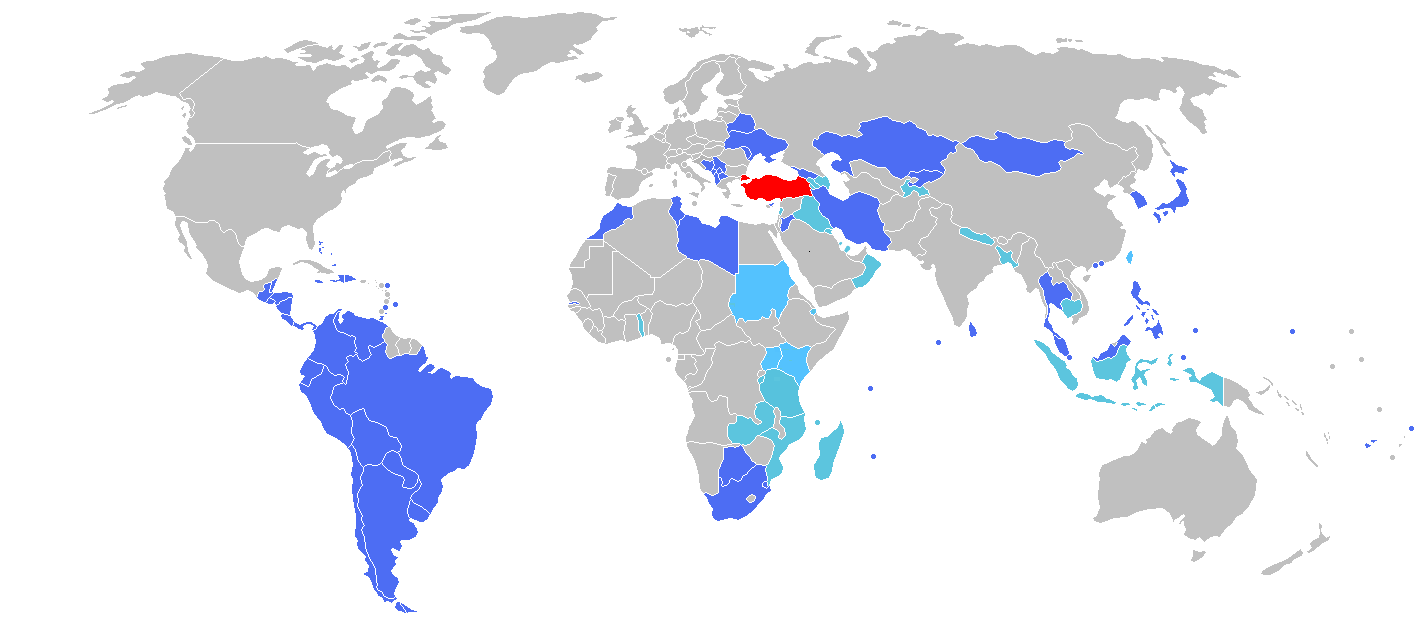
持土耳其護照的土耳其公民簽證要求分布圖：入境阿塞拜疆可以免簽證。

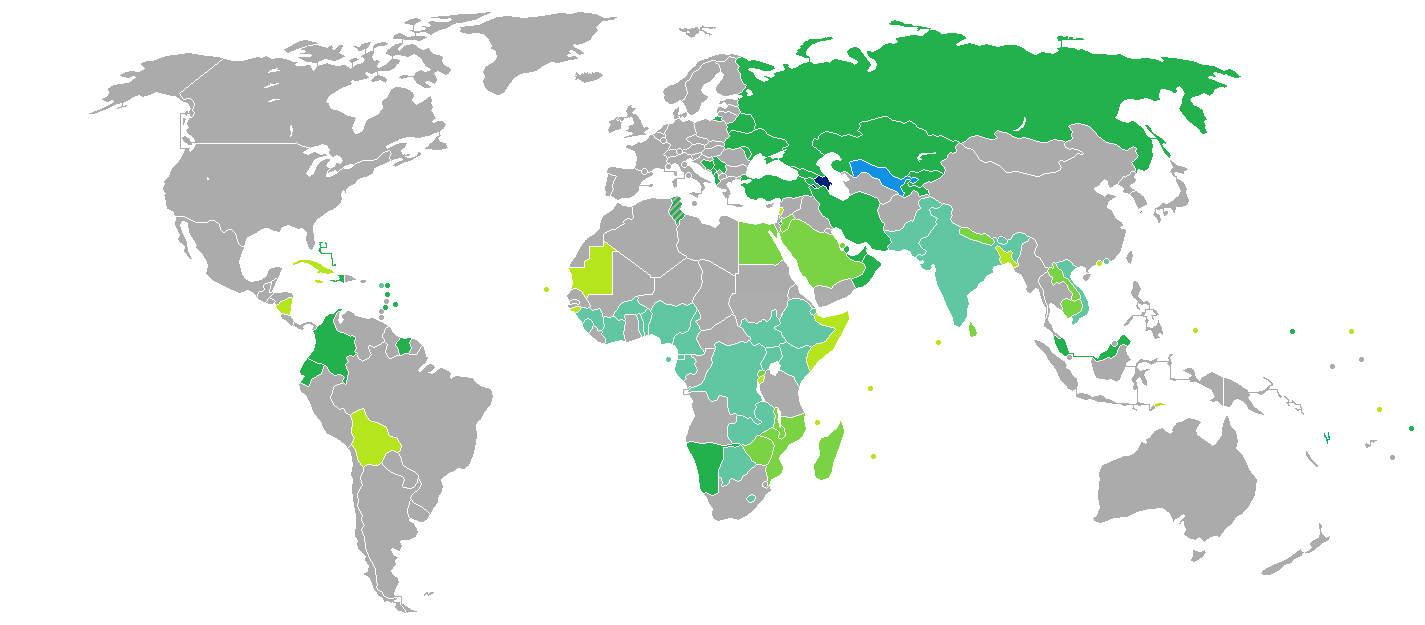
持阿塞拜疆護照的阿塞拜疆公民簽證要求分布圖：入境土耳其可以免簽證。

两国相互给予对方国家免签证入境待遇，2020年，两国政府签署协议，簡化兩國國民往來，日後兩國國民憑國民身分證即可入境对方国家。但亚美尼亚裔土耳其人不得入境阿塞拜疆。